# Arthur Reed
Arthur Reed (ur. w XIX wieku - zm. w XX wieku) – brytyjski kolarz torowy, dwukrotny medalista mistrzostw świata.

## Kariera
Pierwszy sukces w karierze Arthur Reed osiągnął w 1903 roku, kiedy zdobył złoty medal w sprincie indywidualnym amatorów podczas mistrzostw świata w Kopenhadze. W zawodach tych wyprzedził bezpośrednio swego rodaka Jamesa Benyona oraz Duńczyka Carla Hellemanna. Na rozgrywanych rok później mistrzostwach świata w Londynie Reed zajął drugie miejsce za Marcusem Hurleyem ze Stanów Zjednoczonych, a przed Benyonem. Ponadto w 1904 roku zwyciężył w Grand Prix Paryża. Nigdy nie wystartował na igrzyskach olimpijskich.